# Tragöß-Sankt Katharein
Tragöß-Sankt Katharein osztrák község Stájerország Bruck-mürzzuschlagi járásában. 2017 januárjában 1887 lakosa volt.

## Elhelyezkedése

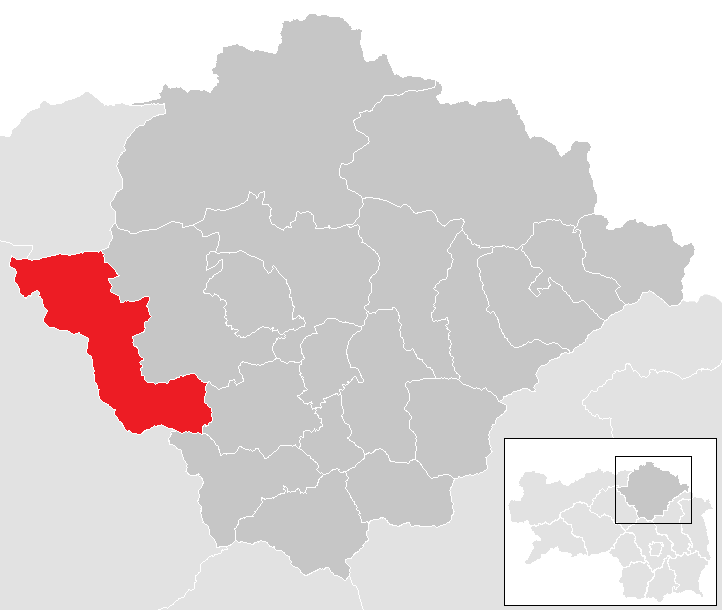
Tragöß-Sankt Katharein a Bruck-mürzzuschlagi járásban

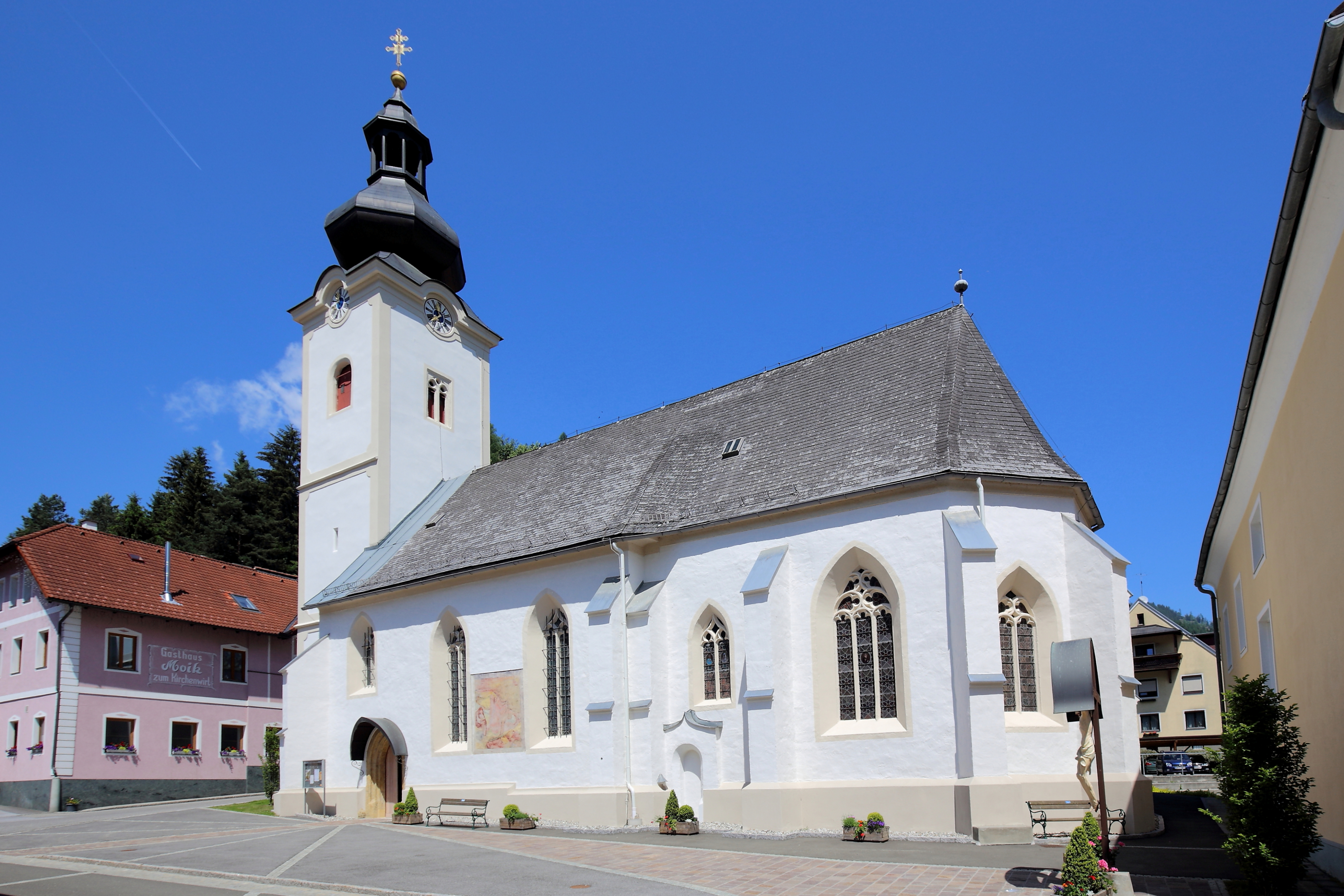
A Szt. Katalin-templom

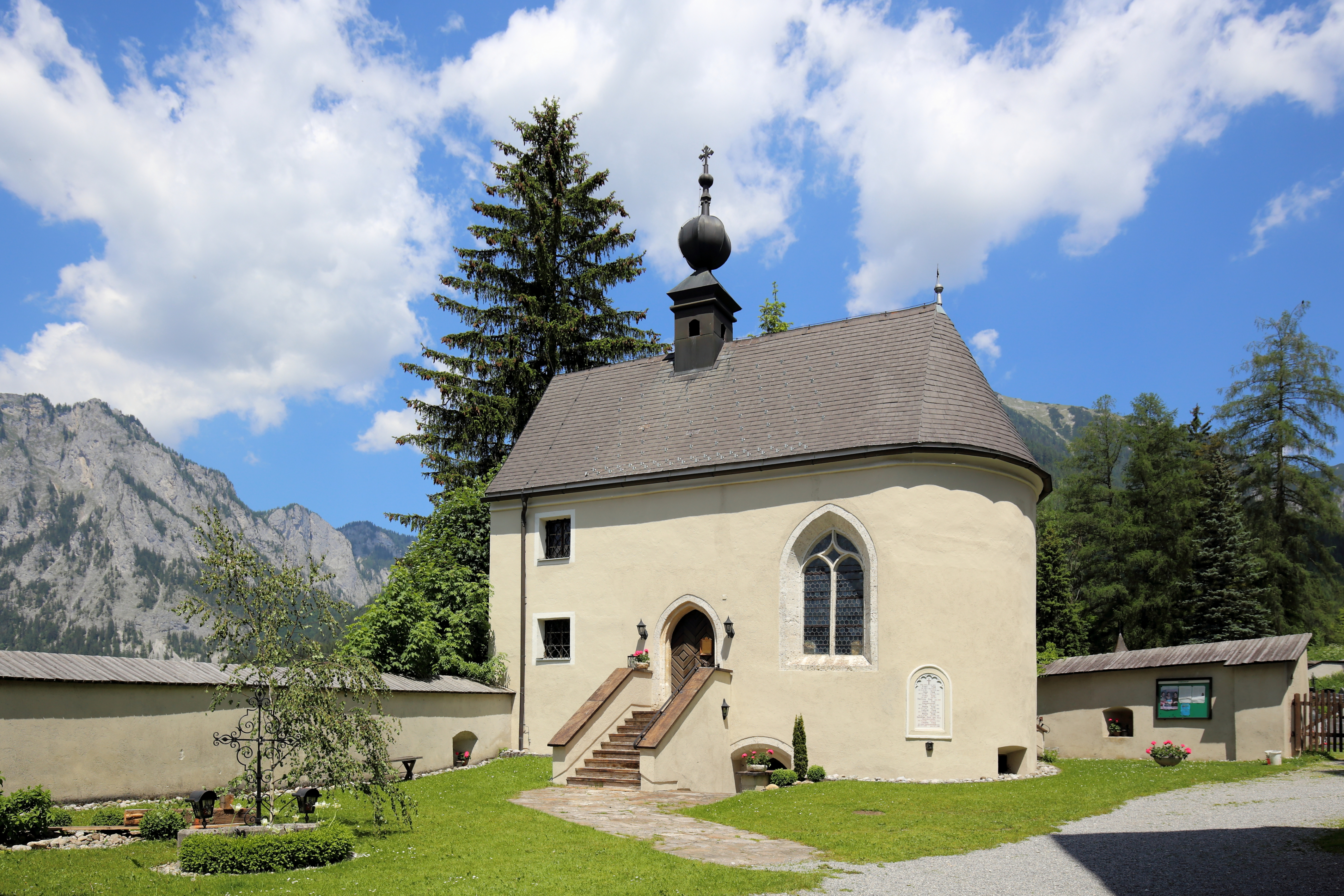
A Szt. Antal-kápolna

Tragöß-Sankt Katharein Felső-Stájerország középső részén fekszik, a Hochschwab-hegység déli lábainál, a Laming folyó mentén. Jelentősebb hegycsúcsai az Ebenstein (2123 m), a Hochturm (2081 m), a
Griesmauerkogel (2034 m), a TAC-Spitze (2019 m) és a Brandstein (2003 m). Az önkormányzat 10 települést egyesít: Hüttengraben (61 lakos), Oberdorf (220), Oberort (378), Obertal (28), Pichl-Großdorf (426), Rastal (183), Sankt Katharein an der Laming (264), Tal (15), Unterort (145), Untertal (167).
A környező önkormányzatok: keletre Thörl, délkeletre Kapfenberg és Bruck an der Mur, délre Proleb, délnyugatra Trofaiach és Vordernberg, nyugatra Eisenerz, északra Wildalpen. 

## Története
Az önkormányzat a 2015-ös stájerországi közigazgatási reform során jött létre Tragöß és Sankt Katharein an der Laming községek egyesítésével.
Tragöß területére a 6. században szlávok költöztek, tőlük származik a falu "Háromerdő" jelentésű neve is. Első említése egy 1023-as oklevélből származik, amelyben II. Henrik császár Göß zárdájának adományozta. Önálló egyházközséggé 1210-ben vált; a plébános egyben a kolostor helyi gondnoka is volt. 1493-ban a lázongó parasztok megölték Melchior Lang papot, akinek sérült koponyája megtekinthető a plébánián. A vesztőhely, ahol a gyilkosokat kivégezték ma is látható (az esetről szól Peter Rosegger Az istenkereső c. regénye).
A gößi kolostor 1654-ben a járásbíróságot is megszerezte Bruck városától. A 17. században a pestis szedett áldozatokat a településen. Az 1816-1817-es években a rossz időjárás miatt éhínség pusztított. A segélyek mellett János főherceg is meglátogatta a Laming-völgyet.
St. Katharein először 1333-ban szerepel az írott forrásokban. Eleinte ő is a gößi kolostor birtoka volt, majd a császár a 12. században átadta a Stubenbergeknek.

## Lakosság
A Tragöß-Sankt Katharein-i önkormányzat területén 2017 januárjában 1887 fő élt. A lakosságszám 1971-ben érte el csúcspontját 2661 fővel, azóta csökkenő tendenciát mutat. 2015-ben a helybeliek 97,1%-a volt osztrák állampolgár; a külföldiek közül 0,8% a régi (2004 előtti), 1,8% az új EU-tagállamokból érkezett. 2001-ben St. Kathareinben a lakosok 85,6%-a római katolikusnak, 3,5% evangélikusnak, 9,8% pedig felekezet nélkülinek vallotta magát. Ugyanekkor 2 magyar élt a községben.

## Látnivalók

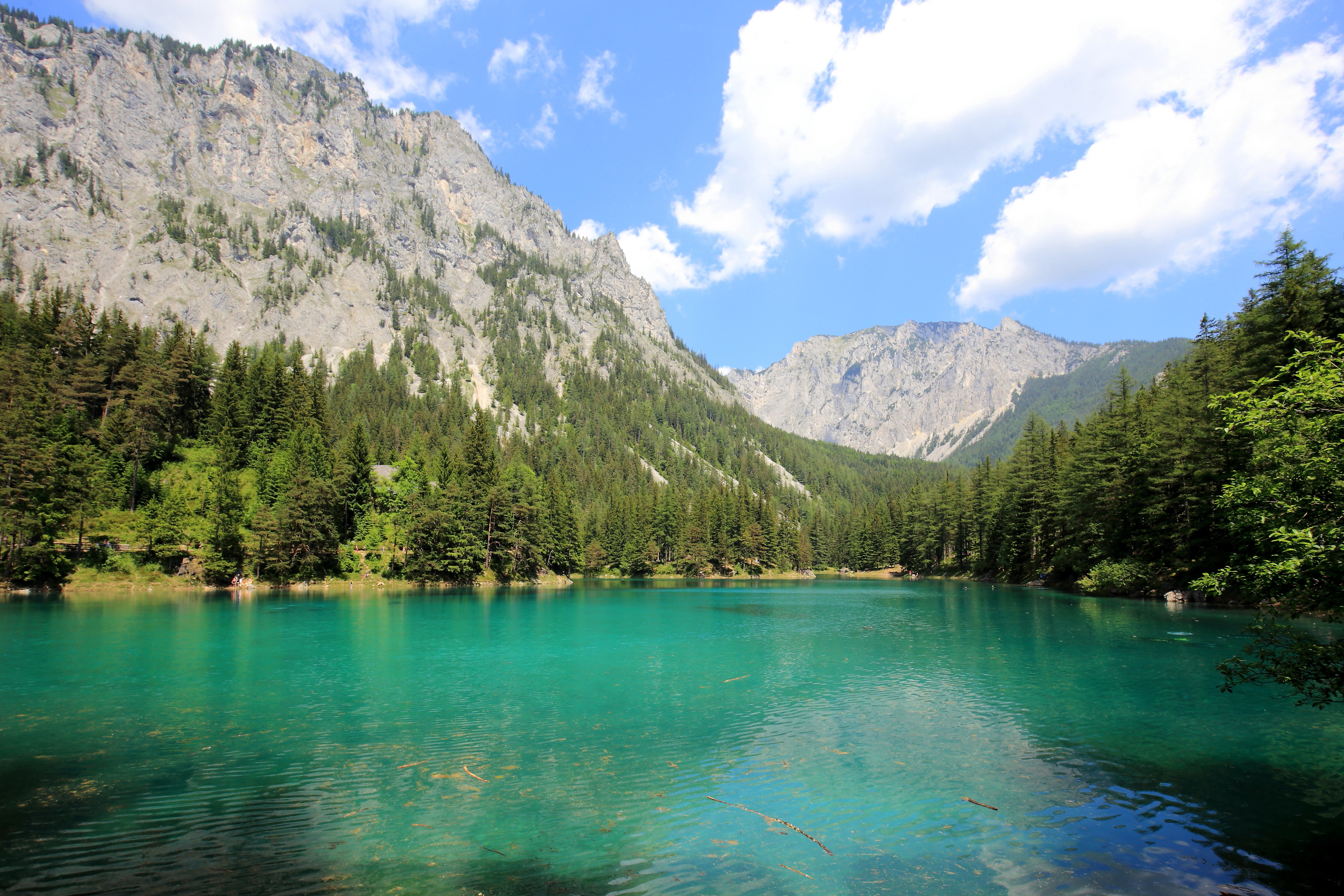
A Grüner See

- St. Katharein Alexandriai Szt. katalin-plébániatemploma a 16. században épült késő gótikus stílusban. Tornyán barokk hagymakupola látható.
- a 15. századi Szt. Elek-templom
- Oberort gótikus Mária Magdolna-temploma és 16. századi plébániája
- az 1524-ben épült oberorti Szt. Antal-kápolna
- Schattenberg gótikus Szt. Miklós-temploma
- a sonnbergi barokk kálváriakápolna
- a Grüner See (Zöld-tó)
- a Mária-szurdok

## Fordítás
- Ez a szócikk részben vagy egészben  a   Tragöß-Sankt Katharein című német Wikipédia-szócikk ezen változatának fordításán alapul.  Az eredeti cikk szerkesztőit annak laptörténete sorolja fel. Ez a jelzés csupán a megfogalmazás eredetét és a szerzői jogokat jelzi, nem szolgál a cikkben szereplő információk forrásmegjelöléseként.